# Manicaria martiana
Manicaria martiana är en enhjärtbladig växtart som beskrevs av Karl Ewald Maximilian Burret. Manicaria martiana ingår i släktet Manicaria och familjen Arecaceae. Inga underarter finns listade i Catalogue of Life.